# No Sound Without Silence
No Sound Without Silence é o quarto álbum de estúdio da banda irlandesa de rock The Script. Este disco foi lançado em 12 de setembro de 2014 pela gravadora Columbia Records.
O álbum foi composto e gravado durante a turnê de promoção do disco #3, entre 2012 e 2013, e foi descrito como uma "sequência" do primeiro trabalho da banda. O primeiro single foi a canção "Superheroes", liberada em julho de 2014.

## Faixas
| CD  |                                        |         |  |
| N.º | Título                                 | Duração |  |
| 1.  | "No Good in Goodbye"                   | 5:07    |  |
| 2.  | "Superheroes"                          | 4:05    |  |
| 3.  | "Man on a Wire"                        | 4:05    |  |
| 4.  | "It's Not Right for You"               | 4:24    |  |
| 5.  | "The Energy Never Dies"                | 4:15    |  |
| 6.  | "Flares"                               | 3:49    |  |
| 7.  | "Army of Angels"                       | 3:58    |  |
| 8.  | "Never Seen Anything "Quite Like You"" | 3:22    |  |
| 9.  | "Paint the Town Green"                 | 3:31    |  |
| 10. | "Without Those Songs"                  | 3:46    |  |
| 11. | "Hail Rain or Sunshine"                | 3:27    |  |

| Faixa extra do iTunes |                    |         |  |
| N.º                   | Título             | Duração |  |
| 12.                   | "Howl at the Moon" | 5:13    |  |

## Tabelas musicais
| Paradas (2014)                     | Melhor posição |
| ---------------------------------- | -------------- |
| Austrália (ARIA)                   | 5              |
| Bélgica (Ultratop Flandres)        | 14             |
| Bélgica (Ultratop Valônia)         | 37             |
| Dinamarca (Hitlisten)              | 11             |
| Escócia (Official Scottish Albums) | 1              |
| Irlanda (IRMA)                     | 1              |
| Itália (FIMI)                      | 15             |
| Nova Zelândia (RMNZ)               | 6              |
| Noruega (VG-lista)                 | 7              |
| Países Baixos (Dutch Charts)       | 3              |
| Suécia (Sverigetopplistan)         | 23             |
| Reino Unido (UK Albums Chart)      | 1              |
| Estados Unidos (Billboard 200)     | 10             |

## Pessoal
The Script
- Danny O'Donoghue – vocal principal, teclado, guitarra
- Mark Sheehan – guitarra, backing vocal
- Glen Power – bateria, backing vocal

Músicos extras
- Andrew Frampton - guitarra ("Superheroes")